# Бандурівський заказник
Бандурівський — ландшафтний заказник місцевого значення. Об'єкт розташований на території Олександрійського району Кіровоградської області.
Площа — 200 га, статус отриманий у 2011 році.